# Trachysomus arriagadai
Trachysomus arriagadai là một loài bọ cánh cứng trong họ Cerambycidae.